# Добрянка (Пермський край)
Добря́нка (рос. Добрянка) — місто (з 1943року) в Пермському краї, Росії. Адміністративний центр Добрянського міського округу, має статус міського поселення.
Місто розташоване на річці Кама (Камське водосховище) при впадінні в неї річки Добрянка, за 61 км на північ від Пермі, за 6 км від однойменної залізничної станції (кінцевої) на гілці від станції Ярино лінії Перм - Кізел.

## Населення
Населення - 28 545 осіб (2023 рік).
Місто Добрянка - один з небагатьох міст в області, чисельність населення яких протягом 1990-х років зростала. У порівнянні з початком 1991 р до початку 2002 р завдяки позитивному сальдо міграцій вона збільшилася на 1,7 тис. осіб (середньорічний темп зростання - 0,46%).
Національний склад
У національному складі населення (за переписом 1989 р.) переважають росіяни (89%), далі йдуть татари (3%), українці (2%), комі-перм'яки (1,5%), білоруси (1%). Решта національностей (башкири, чуваші, євреї, німці та ін.) складають менше 1%.

## Історія
Історія Добрянки пов'язана з історією Добрянського металургійного заводу, який був заснований представниками дворянського роду Строганових в 1752 році. Завод випускав листове, дахове, посудне та кубове залізо, а також займався виробництвом якорів, мідного та залізного посуду, дроту та цегли. На початку 1950-х років було прийнято рішення про демонтаж Добрянського металургійного заводу в зв'язку з будівництвом Камської ГЕС і заповненням ложа Камського водосховища. Діюче обладнання розвезли по уральським заводам. Прощальний заводський гудок був зроблений 17 січня 1956 року.

## Економіка
Провідна роль в структурі промисловості належить паливно-енергетичному та лісопромислового комплексів.
У складі паливно-енергетичного комплексу дві галузі: електроенергетика (філія «Пермська ГРЕС» АТ «Інтер РАО - електрогенерація») та нафтова промисловість (НГВУ «Полазнанефть» ЗАТ «Лукойл-Перм», ЗАТ «Лукойл - Буріння - Перм»).
Лісопромисловий комплекс представлений ТОВ «Найт», АТ «Добрянський лісопильний завод» (до 2003 року), АТ «Добрянка-меблі», OOO «Добрянський деревообробний завод» (до 2011 року). Основна спеціалізація - заготівля деревини та виробництво пиломатеріалів.
Є будівельні підприємства, найбільшими з них є Управління будівництва Пермської ГРЕС; Добрянське монтажне управління філія ЗАТ ПО «Ураленергомонтаж»
Виробництвом сільгосппродукції займаються 6 сільськогосподарських підприємств, 33 селянських (фермерських) господарств, особисті підсобні господарства населення. Переважає тваринницька спеціалізація.